# Ján Hunčár
Ján Hunčár (18. ledna 1933, Runina – 29. července 2015) byl slovenský fotbalový trenér. Byl zástupcem vedoucího katedry na Vysoké vojenské letecké škole v Košicích.

## Trenérská kariéra
V československé lize trénoval v sezónách 1971/72 a 1972/73 VSS Košice. V sezóně 1974/75 byl u týmu VSS Košice asistentem Štefana Jačianského. V sezóně 1982/83 byl u stejného týmu asistentem Vladimíra Hrivnáka.